# Rio Covasna (Râul Negru)
O Rio Covasna é um rio da Romênia afluente do rio Negru (Râul Negru).